# Anicolor/Tien 21
L'equip Glassdrive-Q8-Anicolor (codi UCI: GCT), conegut anteriorment com a Barbot i Efapel, és un equip de ciclisme portuguès de categoria continental.

## Principals resultats
- Gran Premi Internacional CTT Correios de Portugal: Nuno Marta (2003)
- Volta a l'Alentejo: Sérgio Ribeiro (2006)
- Volta a l'Estat de São Paulo: Sérgio Ribeiro (2009)
- Gran Premi de Laudio: Santi Pérez (2011)
- Volta a Portugal: David Blanco (2012)
- Volta Internacional Cova da Beira: Joni Brandão (2016), Jesús del Pino (2017)
- Clàssica Aldeias do Xisto: 2018 (Daniel Mestre)
- Gran Premi Internacional de ciclisme de Torres Vedras - Trofeu Joaquim Agostinho: 2019 (Henrique Casimiro), 2021 (Frederico Figueiredo)

## Campionats nacionals
- Campionat de Portugal en ruta: 2013 (Joni Brandão)
- Campionat de Portugal en contrarellotge: 2022 (Rafael Reis)

## Classificacions UCI
Fins al 1998 els equips ciclistes es trobaven classificats dins l'UCI en una única categoria. El 1999 la classificació UCI per equips es dividí entre GSI, GSII i GSIII. D'acord amb aquesta classificació els Grups Esportius I són la primera categoria dels equips ciclistes professionals. La següent classificació estableix la posició de l'equip en finalitzar la temporada.
| Temporada | Classificació per equips | Millor ciclista en la classificació individual |
| --------- | ------------------------ | ---------------------------------------------- |
| 2000      | 12è (GSIII)              | Paulo Jorge de Moura (640è)                    |
| 2001      | 7è (GSIII)               | Antonio Encinar (584è)                         |
| 2002      | 28è (GSII)               | Nuno Ribeiro (442è)                            |
| 2003      | 22è (GSII)               | Hugo Sabido (343è)                             |
| 2004      | 23è (GSIII)              | Martín Garrido (108è)                          |

A partir del 2005, l'equip participa en els Circuits continentals de ciclisme. La taula presenta les classificacions de l'equip al circuit, així com el millor ciclista individual.
UCI Amèrica Tour
| Temporada | Classificació per equips | Millor ciclista en la classificació individual |
| --------- | ------------------------ | ---------------------------------------------- |
| 2008      | 41è                      | David Bernabeu (370è)                          |
| 2009      | 7è                       | Sérgio Ribeiro (16è)                           |
| 2014      | 27è                      | Carlos Oyarzún (127è)                          |
| 2021      | -                        | Mauricio Moreira (24è)                         |

UCI Europa Tour
| Temporada | Classificació per equips | Millor ciclista en la classificació individual |
| --------- | ------------------------ | ---------------------------------------------- |
| 2005      | 46è                      | Alberto Benito Guerrero (85è)                  |
| 2006      | 47è                      | Sérgio Ribeiro (47è)                           |
| 2007      | 101è                     | Francisco José Pacheco (465è)                  |
| 2008      | 51è                      | Francisco José Pacheco (77è)                   |
| 2009      | 73è                      | David Bernabeu (224è)                          |
| 2010      | 36è                      | David Bernabeu (96è)                           |
| 2011      | 24è                      | Sérgio Ribeiro (58è)                           |
| 2012      | 37è                      | David Blanco (74è)                             |
| 2013      | 57è                      | Rui Sousa (162è)                               |
| 2014      | 39è                      | Víctor de la Parte (111è)                      |
| 2015      | 49è                      | Joni Brandão (113è)                            |
| 2016      | 46è                      | Joni Brandão (102è)                            |
| 2017      | 50è                      | Jesús del Pino (263è)                          |
| 2018      | 66è                      | Henrique Casimiro (224è)                       |
| 2019      | 61è                      | Joni Brandão (299è)                            |
| 2020      | 38è                      | Joni Brandão (256è)                            |
| 2021      | 31è                      | Rafael Reis (364è)                             |

El 2016 la Classificació mundial UCI passa a tenir en compte totes les proves UCI. Durant tres temporades existeix paral·lelament amb la classificació UCI World Tour i els circuits continentals. A partir del 2019 substitueix definitivament la classificació UCI World Tour.
| Temporada | Classificació per equips | Millor ciclista en la classificació individual |
| --------- | ------------------------ | ---------------------------------------------- |
| 2016      | -                        | Joni Brandão (244è)                            |
| 2017      | -                        | Jesús del Pino (491è)                          |
| 2018      | -                        | Henrique Casimiro (405è)                       |
| 2019      | 106è                     | Joni Brandão (371è)                            |
| 2020      | 65è                      | Joni Brandão (310è)                            |
| 2021      | 53è                      | Mauricio Moreira (272è)                        |